# Liste der Kulturdenkmale in Göggingen (Württemberg)
In der Liste der Kulturdenkmale in Göggingen sind alle Bau- und Kunstdenkmale der Gemeinde Göggingen verzeichnet, die im „Verzeichnis der unbeweglichen Bau- und Kunstdenkmale und der zu prüfenden Objekte“ des Landesamts für Denkmalpflege Baden-Württemberg verzeichnet sind.
Diese Liste ist nicht rechtsverbindlich. Eine rechtsverbindliche Auskunft ist lediglich auf Anfrage bei der Unteren Denkmalschutzbehörde des Ostalbkreises erhältlich.

## Allgemein
- Bild: Zeigt ein ausgewähltes Bild aus Commons, „Weitere Bilder“ verweist auf die Bilder im Medienarchiv Wikimedia Commons.
- Bezeichnung: Nennt den Namen, die Bezeichnung oder die Art des Kulturdenkmals.
- Lage: Straßenname und Hausnummer oder Flurstücknummer des Kulturdenkmals, gegebenenfalls auch den Ortsteil. Die Grundsortierung der Liste erfolgt nach dieser Adresse. Der Link (Karte) führt zu verschiedenen Kartendiensten mit der Position des Kulturdenkmals. Fehlt dieser Link, wurden die Koordinaten noch nicht eingetragen. Sind diese bekannt, können sie über ein Tool mit einer Kartenansicht einfach nachgetragen werden. In dieser Kartenansicht sind Kulturdenkmale ohne Koordinaten mit einem roten bzw. orangen Marker dargestellt und können durch Verschieben auf die richtige Position in der Karte mit Koordinaten versehen werden. Kulturdenkmale ohne Bild sind an einem blauen bzw. roten Marker erkennbar.
- Datierung: Baubeginn, Fertigstellung, Datum der Erstnennung oder grobe zeitliche Einordnung entsprechend des Eintrags in der zuständigen Denkmaldatenbank (Landesamt für Denkmalpflege Baden-Württemberg).
- Beschreibung: Kurzcharakteristik des Kulturdenkmals.

## Göggingen
| Bild           | Bezeichnung                     | Lage                                    | Datierung             | Beschreibung | ID |
| -------------- | ------------------------------- | --------------------------------------- | --------------------- | --- | -- |
|                | Kruzifix                        | Göggingen, Gewann Breite (Karte)        | Um 1900               | Steinsockel mit eisernem Aufsatz. Geschützt nach § 2 DSchG | BW |
|                | Kruzifix                        | Göggingen, Gewann Burgfälle (Karte)     | 1952                  | Corpus wohl 19./frühes 20. Jh. Geschützt nach § 2 DSchG | BW |
|                | Reste der Friedhofsummauerung   | Göggingen, bei Friedhofsweg 3           | 19. Jh.               | Geschützt nach § 2 DSchG |    |
|                | Friedhofskreuz                  | Göggingen, bei Friedhofsweg 3           | 1866                  | Gusseisen mit Steinsockel. Geschützt nach § 2 DSchG |    |
|                | Gasthaus Rössle                 | Göggingen, Hauptstraße 12 (Karte)       | Ende 19. Jh.          | Traufständiger, verputzter Massiv-/Fachwerkbau mit Nebengebäude und Wirtshausausleger. Geschützt nach § 2 DSchG                                                                                                 | BW |
|                | Altes Schulhaus                 | Göggingen, Hauptstraße 46 (Karte)       | Wohl Ende 19. Jh.     | Traufständiger, zweigeschossiger Backsteinbau, heute Rathaus. Geschützt nach § 2 DSchG | BW |
|                | Quereinhaus                     | Göggingen, Hauptstraße 48 (Karte)       | 19. Jh. oder älter    | Traufständiges, verputztes Massiv-/Fachwerkhaus mit zwei stickbogigen Scheunentoren. Geschützt nach § 2 DSchG                                                                                                   | BW |
| Weitere Bilder | Katholische Kirche St. Nikolaus | Göggingen, Kirchplatz 5 (Karte)         | 2. Hälfte des 15. Jh. | Einschiffige Turmchorkirche mit Ausstattung. Geschützt nach § 28 DSchG |    |
|                | Scheune                         | Göggingen, Mulfinger Straße 2 (Karte)   | 19. Jh.               | Giebelständige Massiv-/Fachwerkscheune mit zwei stichbogigen Scheunentoren. Geschützt nach § 2 DSchG | BW |
| Weitere Bilder | Evangelische Johanniskirche     | Göggingen, Querstraße 2 (Karte)         | Wohl Ende 19. Jh.     | Neugotischer Backstein-Werksteinbau. Geschützt nach § 2 DSchG |    |
|                | Quereinhaus                     | Göggingen, Querstraße 5 (Karte)         | Wohl 19. Jh.          | Giebelständiges Massiv-/Fachwerkhaus, größtenteils verputzt, mit Backhaus. Geschützt nach § 2 DSchG | BW |
|                | Backhaus eines Gehöfts          | Göggingen, Querstraße 7 (Karte)         | 19. Jh. oder älter    | Geschützt nach § 2 DSchG | BW |
|                | Scheune                         | Göggingen, bei Stuifenstraße 43 (Karte) | 19. Jh.               | Massiv-/Fachwerkscheune eines Gehöfts, Giebel verbrettert mit Backhaus. Geschützt nach § 2 DSchG | BW |
|                | Scheune                         | Göggingen, bei Untere Straße 6 (Karte)  | Wohl 19. Jh.          | Giebelständige Massiv-/Fachwerkscheune eines Gehöfts, teilweise erneuert. Geschützt nach § 2 DSchG | BW |
|                | Zwiegehöft                      | Göggingen, Untere Straße 7 (Karte)      | Ende 19. Jh.          | Traufständiges Wohnhaus mit traufständiger Fachwerk-Scheune und Remisenanbau. Wohnhaus ist als Backstein-Putzbau mit Werksteingliederung ausgeführt. Scheune größtenteils verbrettert. Geschützt nach § 2 DSchG | BW |
|                | Backhaus                        | Göggingen, bei Untere Straße 9 (Karte)  | 19. Jh. oder älter    | Klassizistisches Backhaus eines gehöfts mit zwei Relief-Tondi (Fischer und Jäger) vom Schloss Neubronn. Geschützt nach § 2 DSchG                                                                                | BW |
|                | Streckgehöft                    | Göggingen, Untere Straße 10 (Karte)     | 1893                  | Traufständiges Streckgehöft, Wohnhaus als Backstein-Werksteinbau sowie Massiv-/Fachwerkscheune mit drei Scheunentoren, teilweise verputzt und verbrettert. Geschützt nach § 2 DSchG                             | BW |
|                | Scheune                         | Göggingen, bei Untere Straße 16 (Karte) | Wohl 18./19. Jh.      | Massiv-/Fachwerkscheune der Gastwirtschaft zur Rose. Geschützt nach § 2 DSchG | BW |
|                | Gehöft                          | Göggingen, Untere Straße 18 (Karte)     | Wohl 18./19. Jh.      | Traufständiges Quereinhaus mit giebelständiger Scheune und Backhaus. Geschützt nach § 2 DSchG | BW |
| Weitere Bilder | Wasserturm                      | Göggingen, Wasserturmweg 14 (Karte)     | Wohl frühes 20. Jh.   | Achteckiger Wasserturm mit Mansarddach Geschützt nach § 2 DSchG |    |

## Horn
| Bild           | Bezeichnung                         | Lage                               | Datierung    | Beschreibung | ID |
| -------------- | ----------------------------------- | ---------------------------------- | ------------ | --- | -- |
|                | Backofen                            | Horn, bei Hintere Gasse 10 (Karte) | Wohl 19. Jh. | Geschützt nach § 2 DSchG | BW |
| Weitere Bilder | Schloss Horn                        | Horn, Kirchsteige 5 (Karte)        | 1748         | Gebäude mit Mansarddach auf mittelalterlicher Burg-Grundlage. Am Zwerchhaus Kartusche mit Doppelwappen, darunter Balkon und Eingangsportal. Zur Sachgesamtheit gehören auch die Gebäude 7, 9, 11, Mauern, ehemaliger Schlossgarten, Pavillon, Graben und Scheune. Geschützt nach § 28 DSchG |    |
|                | Torbau                              | Horn, Kirchsteige 7 (Karte)        |              | Torhaus mit Rundturm, gusseisernes Wappenrelief und schmiedeeisernes Torgitter. Geschützt nach § 28 DSchG |    |
|                | Wohnhaus                            | Horn, neben Kirchsteige 9 (Karte)  | 1768         | Wohnhaus mit Doppelwappen-Portal. Geschützt nach § 28 DSchG |    |
|                | Schlossschenke                      | Horn, Kirchsteige 9 (Karte)        | wohl 19. Jh. | Geschützt nach § 28 DSchG | BW |
|                | Kath. Schlosskapelle Maria Opferung | Horn, Kirchsteige 11 (Karte)       | 1758         | Rokokobau mit Dachreiter und Ausstattung. Geschützt nach § 28 DSchG |    |
|                | Fachwerkscheune                     | Horn, bei Oberdorfweg 13 (Karte)   | Wohl 19. Jh. | Fachwerkscheune, ein Giebel verkleidet. Geschützt nach § 2 DSchG | BW |
|                | Kruzifix                            | Horn, Riedhofweg                   | 1904         | Geschützt nach § 2 DSchG |    |
|                | Ehem. kath. Schulhaus               | Horn, Schulsteige 2 (Karte)        | 1840         | Gebäude mit Walmdach. Geschützt nach § 2 DSchG | BW |
|                | Kruzifix                            | Horn, Unter dem Schloss            | 1999         | Corpus wohl 19./frühes 20. Jh. Geschützt nach § 2 DSchG |    |
|                | Gusseiserner Pumpbrunnen            | Horn, Unterdorfweg                 |              | Geschützt nach § 2 DSchG |    |
|                | Quereinhaus                         | Horn, Unterdorfweg 20 (Karte)      | 1863         | Traufständiges Quereinhaus in Hanglage, teilweise verputztes Fachwerkhaus. Dachgiebel verbrettert. Geschützt nach § 2 DSchG | BW |
|                | Grabkreuz                           | Horn, bei Unterdorfweg 48          | 1865         | Gusseisernes Grabkreuz mit Steinsockel. Geschützt nach § 2 DSchG |    |
|                | Kriegerdenkmal                      | Horn, bei Unterdorfweg 48          | um 1920/25   | Denkmal er im 1. Weltkrieg gefallenen. Geschützt nach § 2 DSchG |    |

## Mulfingen
| Bild | Bezeichnung                    | Lage                                        | Datierung           | Beschreibung | ID |
| ---- | ------------------------------ | ------------------------------------------- | ------------------- | --- | -- |
|      | Hofanlage                      | Mulfingen, Äußere Gasse 1, 6, 10 (Karte)    | spätmittelalterlich | Spätmittelalterliches Bauernhaus mit Scheune, Backhaus und Kellerhaus aus dem 19. Jh. Geschützt nach § 2 DSchG                                                                    | BW |
|      | Wappenstein am Gasthof Leinhof | Mulfingen, Igginger Weg 2 (Karte)           | 1570                | Wappenstein vom Vorgängerbau, im Inneren zwei weitere Konsolsteine. Geschützt nach § 2 DSchG                                                                                      | BW |
|      | Backhaus                       | Mulfingen, Bei Leinzeller Straße 27 (Karte) | 19. Jh. oder älter  | Geschützt nach § 2 DSchG | BW |
|      | Gehöft                         | Mulfingen, Leinzeller Straße 29, 30 (Karte) | Wohl 17./18. Jh.    | Verputztes Fachwerk-Wohnstallhaus, Giebel verbrettert mit Backhaus, Kellerhaus mit rundbogigem Kellertor und Massiv-/Fachwerkscheune aus dem 18./19. Jh. Geschützt nach § 2 DSchG | BW |